# Let My Children Hear Music
Let My Children Hear Music è un album di Charles Mingus registrato in più sessioni tra settembre e novembre del 1971 con varie formazioni orchestrali.

## Tracce
Tutti i brani sono stati composti da Charles Mingus tranne dove indicato diversamente.
1. The shoes of the fisherman's wife are some jive ass slippers – 09:34 Arrangiato, orchestrato e diretto da Sy Johnson
2. Adagio ma non troppo – 08:22 orchestrato e diretto da Alan Raph
3. Don't be afraid, the clown's afraid too – 09:26 Arrangiato, orchestrato da Sy Johnsone, diretto da Teo Macero
4. Taurus in the arena of life – 04:17 Arrangiato, orchestrato e diretto da Sy Johnson
5. Hobo ho – 10:07 Arrangiato da Charles Mingus, diretto da Sy Johnson
6. The chill of death – 07:38 orchestrato da Charles Mingus, diretto da Alan Raph, recitazione di Charles Mingus,
7. The I of hurricane sue – 10:09

## Formazione
I brani sono suonati da varie formazioni orchestrali e non tutti i musicisti sono citati nelle note di copertina. Pertanto l'elenco non è esaustivo.
- Charles Mingus – contrabbasso e pianoforte
- Snooky Young, Joe Wilder, Lonnie Hillyer, Ernie Royal, Jimmy Nottingham, Marvin Stamm - tromba
- Howard Johnson – flicorno e tuba
- Eddie Bert, Warren Covington, Jimmy Knepper - trombone
- Julius Watkins, Jimmy Buffington, Brooks Tillotson – corno francese
- Bob Stewart – tuba
- Charles McPherson, Hal Mc Kusick – sassofono alto
- Jerry Dodgion - sassofono alto, flauto
- Teo Macero – sassofono alto
- Bobby Jones – clarinetto, sassofono tenore
- James Moody – sassofono tenore, flauto
- Danny Bank, Joe Temperley – sassofono baritono
- Hubert Laws, Romeo Penque, George Marge - flauto
- Roland Hanna, John Foster, Patty Bown - pianoforte
- Bucky Pizzarelli – chitarra
- Homer Mensch, Kenneth Fricker, Francis Savarese – contrabbasso
- Charles McCracken - violoncello
- Warren Smith – batteria e percussioni
- Phil Kraus - percussioni

## Sedute di registrazione
1. 23 settembre 1971
  - The shoes of the fisherman's wife are some jive ass slippers
  - The I of hurricane sue
2. 30 settembre 1971
  - Hobo ho
3. 1º ottobre 1971
  - Don't be afraid, the clown's afraid too
4. 18 novembre 1971
  - Adagio ma non troppo
  - The chill of death